# Пацынь
Пацынь (в старину также Пацинь, Поцынь) — село  в Рогнединском районе Брянской области России. Входит в состав Рогнединского городского поселения. Впервые упоминается в 1136 году как волостной центр Смоленского княжества.

## География
Находится в северной части Брянской области, в зоне хвойно-широколиственных лесов, в пределах южной окраины Смоленской возвышенности, на расстоянии примерно 9 километров (по прямой) к югу от Рогнедина, административного центра района.  

### Климат
Климат характеризуется как умеренно континентальный. Средняя температура воздуха самого тёплого месяца (июля) — 18,3 °C; самого холодного (января) — −9 °C. Безморозный период длится в среднем 133 дня. Среднегодовое количество атмосферных осадков составляет около 600 мм, из которых большая часть выпадает в тёплый период.

## История
В 1210-х годах упоминается как один из 12 крупнейших населенных пунктов Смоленщины (вероятно, город). В 1446 – место сбора русских князей для похода на Москву. С 1503 до XVIII века - волостной центр Брянского уезда. Сильно пострадало в период Смуты (в начале XVII века упоминается с разрушенной Никольской церковью).
В 1964 году в составе села Пацынь вошли деревни Абрамовка и Азарьевка (Изарьевка).

## Упоминания в исторических источниках
- Упоминается в полосе движения «Большого полюдья», описанного Константином Багрянородным по источникам X—XII веков.

Путь от Смоленска:
```
Догобуж (?) Лучин (?) - Ельня - Заруб -   Пацынь  -  Рогнедино  - Вщиж -
Дебрянск - Трубеч - Новгород-Северский - Радогощ - Хороборь - Сосница -
Блестовит - Сновск - Чернигов - Моравийск - Вышгород - Киев.
```

- В Уставной грамоте князя Ростислава Смоленского (1130-е годы) — в числе населённых мест, где имели место «таможенные сборы» с проезжих купцов.
- В летописи (1446) сообщается, что сторонники великого князя Василия II Васильевича Тёмного — удельные князья ряполовские Иван, Семён Хрипун и Дмитрий Ивановичи, кн. И. В. Оболенский-Стрига и др. — со своими отрядами, собравшись в г. Пацыни, двинулись оттуда в Тверь.
- Находившиеся в Мстиславле князь Василий Ярославич, трое Ряполовских, Иван Стрига Оболенский, а также пребывавшие в Брянске князь Семён Оболенский и Фёдор Басенок с детьми боярскими «многими» решили освободить Василия II из заточения на Угличе. Но подоспела весть, что великого князя уже отпустили и дали Вологду. В Мстиславль эту весть привёз Данила Башмак, в Брянск — некий киевлянин Полтинка. Сторонники Василия II двинулись на Русь, объединившись в Пацыне. Сюда приехал Дмитрий Андреев с сообщением, что великий князь пошёл к Белоозеру, а оттуда в Тверь. Тогда они двинулись в том же направлении.
- В Поцини дани 30 гривен, а в гостинней дани неведомо, а что ся сойдет, из того Святей Богородице и епископу десятина“. (Уст. Гр. Ростислава, Хрестоматия Буданова I, стр. 223). Пацинь и в XVI ст. был волостью. „Бил нам чолом князь Василей Михайлович Мосальский и просил у нас именейца в Смоленском повете, в Пацынской волости… (Грамота в. к. Литов. Александра 1500 г., Акты З. России, т. I, № 121). Эта волость всегда бесспорно признавалась смоленской. (Переговоры 1503 г.: „а се волости Смоленскии: Рославль, Пацинь, Святславль…“, Сборник Имп. Рус. Ист. Общ. т. XXXV, стр. 394 и 395); Семенов: Геогр. Словарь, т. IV, стр. 25; Списки населен. Мест Смолен. губернии, № 9758.
- В конце XV в. Великий князь московский Иван III говорил литовским послам: «Из Вязьмы ездят издавна торгом к Путивлю, не занимая Смоленска, на Лучин, да на Городечно, да на Поцынь».
- Брянский уезд, 1678 год
- Волость Поцынская.

Поместья. с Чернооково, Межева, Бабенки, сц Вороново, Жиково (Жукова), д Сорыев Конец, д Харинов Конец, с Молотково (д Дорохов Конец), Студенец, с Гобья, с Рукови-чи, д Слободка, с Хариново (Минково), сц Долгая, Литовники, д Новая Слободка, с Мошанец, Гатьково, Малое Рогнедино, с Разгнедино, Селиловичи, с Федоровское, сц Шипунь, Княгинина (Рупсова) (б.п.), сц Павловское, Милейкова, Кислякова, д Сельцо, Большие Бабичи, с Покиничи, с Слободка Бухолова, сц (д.) Лазицы, Давыдчичи, с Осавик, Мокрая, Ситникова, с Сухарь, Щепет (б.сц.), Тюнино (б.п.), Литвинова, сц Нечаево, Стреченова (б.п.), Щербова Близница, Ратовская Близница, Черная, Товлино, с Поцынь, сц Красноселье, сц (д.) Ормино, Пьянково, с Клечетово, Шепырево, Космятино, Летошники, Коханово, Жабово, Вязовка, Яблань, сц Зимницы, Болокча, с Снопотово, Павловичи (б.п.). 
Вотчины духовенства. поч Слободка.

## Население
| 2010 | 2013 |
| ---- | ---- |
| 315  | ↘294 |

## Инфраструктура
Личное подсобное хозяйство с зоной сельскохозяйственного использования, индивидуальная застройка усадебного типа.
Основа экономики — сельское хозяйство.

## Транспорт
Деревня доступна автотранспортом. Остановкb общественного транспорта "Поворот на Пацынь", «Пацынь». 
Просёлочные дороги. 